# Grotte
 Denne artikel omhandler underjordiske grotter. Opslagsordet har også en anden betydning, se Grotte (by).
En grotte (fra italiensk grotta fra middelalderlatin grupta fra græsk krypte, af kryptein = at skjule,  hvoraf ord som "krypt" og "kryptografi" m. fl., og grotesk) er en underjordisk hule. En grotte kan periodevis være fyldt med vand, hvis den ligger ved havet.
Blandt de dybeste naturlige grotter er Krubera-grotten i Abkhasien-regionen i Georgien. I 2004 nåede et ukrainsk hold ned under 2.080 meter.

## Naturlige grotter
- Betharramgrotten, Frankrig
- Chauvetgrotten, Frankrig
- Den Blå Grotte, Capri
- Dragegrotten (Cuevas del Drach), Mallorca
- Labouichegrotten, Frankrig
- Lascauxgrotten, Frankrig
- Mammutgrotten, USA
- Padiracgrotten, Frankrig
- Postojnagrotten (Adelsberggrotten), Slovenien
- Cango Caves, Sydafrika
- Riesending-grotten, Tyskland

## Kunstige grotter
- Daugbjerg kalkgruber, Danmark
- Mønsted kalkgruber, Danmark
- Thingbæk kalkminer, Danmark

## Eksterne links og henvisninger
- The 7 Longest Caves in the World. Lifescience